# .is
.is è il dominio di primo livello nazionale assegnato all'Islanda.
Il gestore del dominio ha sospeso le registrazioni effettuate da The Pirate Bay, dall'ISIS e di alcuni siti associati ai suprematisti bianchi (Daily Stormer e Kiwi Farms).